# Ordas
Ordas község Bács-Kiskun vármegye Kalocsai járásában.

## Fekvése
Bács-Kiskun vármegye nyugati szélén fekszik, a Duna bal partján.
A szomszédos települések: kelet felől Dunapataj, délnyugat felől Géderlak, nyugat felől Paks és a hozzá tartozó Dunakömlőd, északnyugat felől pedig Madocsa; utóbbi három a Duna túlsó partján terül el.

### Megközelítése
Központján az 5106-os út húzódik végig, ezen érhető el Dunapataj és Kalocsa felől is, mindkét megközelítési irány esetében az 51-es főútról letérve. Közigazgatási területét érinti még a Géderlaktól a paksi révátkelőig vezető 51 347-es számú mellékút is.
2010-től kikötő fogadja a hajóval érkező látogatókat a Duna ordasi partszakaszán.
Vasút nem érinti, bár egykor a községen keresztül tervezték elvezetni a Dunapataj–Kalocsa–Baja-vasútvonalat.

## Története
Ordas Árpád-kori település, mely már a tatárjárás előtt is fennállt. Nevét az oklevelek 1239-ben említették először villa Wrdas néven. 
A középkorban a kalocsai érsek birtoka volt. Református anyaegyháza már 1614 előtt fennállt.
1695-ben, a török hódoltság alatt a falu háromnegyed portával adózott. Az 1715 évi összeíráskor 13, 1720-ban 32 adóköteles háztartását vették föl a helységnek. Lakói az összeírás szerint mind magyarok voltak. Ekkor hozzá tartozott Mikla-puszta is.
1754-ben a vármegyei nemesi összeírás szerint birtokosa Rudnyánszky József volt.
1848 előtt a Paksy család örököseinek a birtoka volt.
A faluban a 20. század elején feljegyezték az érdekesebb dűlőneveket is. Ezek: Ekecse, Dákos, Koppánhát, Lapis, Zsábás.
Ordashoz tartozott Zádor-puszta is, amely egykor falu volt. Neve 1690-ben még szerepelt, de azután már csak pusztaként volt említve. Itt még az 1800-as évek vége körül több régi sírt is föltártak, melyeknek leletei a Magyar Nemzeti Múzeumba kerültek. 
Ide tartozott még Imsós dunaszigeti erdőség is, amely egykor a Duna kanyarulatánál feküdt, de 1840-ben, a kanyarulat átmetszése következtében, itt egy sziget keletkezett.
A 20. század elején az 1950-es megyerendezésig Pest-Pilis-Solt-Kiskun vármegye Dunavecsei járásához tartozott.
1910-ben 849 lakosa volt. Ebből 833 magyar, 16 német, vallás szerint 686 református, 142 római katolikus, 14 evangélikus volt.

## Közélete

### Polgármesterei
- 1990–1994: Szabó Zsolt (MDF)[4]
- 1994–1998: Szabó Zsolt (MDF)[5]
- 1998–2002: Szabó Zsolt (MDF–Fidesz–FKgP)[6]
- 2002–2006: Szabó Zsolt (MDF–Fidesz–MKDSZ)[7]
- 2006–2010: Szabó Zsolt (MDF)[8]
- 2010–2014: Szabó Zsolt (független)[9]
- 2014–2019: Szabó Zsolt (független)[10]
- 2019–2024: Szabó Zsolt (független)[11]
- 2024– : Szabó Zsolt (független)[1]

## Népesség
A település népességének változása:
| Lakosok száma | 420  | 421  | 419  | 412  | 421  | 427  | 432  |
|               | 2013 | 2014 | 2018 | 2021 | 2022 | 2023 | 2024 |

A 2011-es népszámlálás során a lakosok 96%-a magyarnak, 1,8% cigánynak, 0,2% németnek, 0,2% románnak mondta magát (4% nem nyilatkozott; a kettős identitások miatt a végösszeg nagyobb lehet 100%-nál). A vallási megoszlás szerint: református 43,4%, római katolikus 37,6%, evangélikus 2%, felekezeten kívüli 8,1% (8,9% nem nyilatkozott).
2022-ben a lakosság 92,4%-a vallotta magát magyarnak, 1,4% cigánynak, 1,2% németnek, 0,2-0,2% ukránnak, szlováknak, ruszinnak és görögnek, 2,6% egyéb, nem hazai nemzetiségűnek (7,1% nem nyilatkozott; a kettős identitások miatt a végösszeg nagyobb lehet 100%-nál). Vallásuk szerint 31,1% volt református, 25,9% római katolikus, 0,7% evangélikus, 0,2% görög katolikus, 1% egyéb keresztény, 0,7% egyéb katolikus, 8,8% felekezeten kívüli (31,4% nem válaszolt).

## Nevezetességei
- A temető mellett áll egy hatalmas tölgyfa. A legenda szerint II. Rákóczi Ferenc is megpihent alatta. Valaha tölgyerdő része volt. Magassága 20 m, kora a hagyomány szerint 700 év.

1976-ban emlékművet állítottak a fa elé, melyen ez áll: 

„PRO PATRIA ET LIBERTATE
Itt lobogtatta a szabadság véres zászlóit
S a néphit szerint e fa alatt pihent meg II. Rákóczi Ferenc vezérlő fejedelem
Ordason táborozott 1704. ápr. 30 – máj. 26.
Születésének 300. évfordulójára
Ordas Község Tanácsa
1976”

A fa szinte eggyé vált a temető fogalmával. Sokszor mondják az öregek: Majd kivisznek már engöm is a tölgyfa alá. A fa védettnek van nyilvánítva. Alsó ágait a 20. század elején kezdték csonkítani, majd a 40-es években újabb csonkítások következtek.
Sajnos a 2000-es évek elején a fa száradásnak indult, a közeli műút és a temetkezés miatt. Sok ágát már csonkolni kellett, egy vihar alkalmával hatalmas darab szakadt le róla, végül 2013 áprilisában életveszélyesnek minősítették, majd kivágták. Kb. 1-1,5 méteres csonk emlékeztet az ordasiak által nagyrabecsült fára, tovább őrizve a múltat.
Molnár Lajos (1907–1977) ordasi költő versben örökítette meg a fa történetét.
- A református templom – 1785–1786 között épült II. József türelmi rendelete alapján, a gyülekezet erejéből. Belsejében értékes fafaragások láthatók, amelyek Szerváciusz Péter munkái. A református egyház legértékesebb úrvacsorai kegytárgyai: madárlábú, madárcsőrű ónkannák és egy fémpohár, melyet Kun Mihály adományozott a gyülekezetnek 1625-ben.

A templomot 1828-ban tatarozták és az északi részén 3 öllel, meghosszabbították a karzatot. 1934-ben Molnár András készítette el a kis karzatot. A következő tatarozás 1970–72-ben volt, ekkor a templom tornyának külső-belső felújítását végezték el. Az utolsó tatarozás 1986-ban volt.
Egy-egy emléktábla őrzi az első és a második világháború ordasi hősi halottainak emlékét. Ugyancsak emléktábla jelzi a templom falán az 1898-as árvizet is, amikor 125 cm magasságig mindent elborított a víz.